# Skyliners Frankfurt
Skyliners Frankfurt is een Duitse basketbalclub uit Frankfurt am Main. Frankfurt werd opgericht in 1999 en veroverde in 2004 hun enige landstitel.

## Geschiedenis
De club werd opgericht door het verhuizen van TV Tatami Rhöndorf naar Frankfurt. Rhöndorf nam daarna de licentie in de tweede klasse over van EnBW Ludwigsburg. In hun eerste seizoenen  wonnen ze meteen de Duitse beker. In 2004 werden ze landskampioen. In 2006 werden ze tweede in de FIBA Intercontinental Cup. In 2016 wonnen ze hun eerste Europese competitie met FIBA Europe Cup. In 2023 degradeerde de club naar de tweede klasse nadat ze een seizoen eerder al een wildcard kregen om nog een seizoen in de hoogste klasse te spelen. Na een seizoen dwong de club meteen weer promotie af naar de Bundesliga.

### Namen
- 1999-2000: Skyliners
- 2000-2005: Opel Skyliners
- 2005-2011: Deutsche Bank Skyliners
- 2011-heden: Fraport Skyliners

## Erelijst
- Duits landskampioen: 2004
  - Tweede: 2005, 2010
- Duitse beker: 2000
  - Tweede: 2004, 2010
- FIBA Intercontinental Cup:
  - Tweede: 2016
- FIBA Europe Cup: 2016

## Coaches
- 1999-2001:  Stefan Koch
- 2001-2004:  Gordon Herbert
- 2004-2005:  Murat Didin
- 2005-2006:  Ivan Sunara
- 2006:  Kamil Novak
- 2006-2007:  Charles Barton
- 2007:  Mike Kalavros
- 2007-2010:  Murat Didin
- 2010-2011:  Gordon Herbert
- 2011-2013:  Muli Katzurin
- 2013-2019:  Gordon Herbert
- 2019-2021:  Sebastian Gleim
- 2021-2022:  Diego Ocampo
- 2022:  Luca Dalmonte
- 2022-2023:  Geert Hammink
- 2023:  Klaus Perwas
- 2023-heden:  Denis Wucherer

## Bekende (oud)-spelers
- Manu Lecomte
- Jason Clark
- Dane Watts
- Matt Mobley